# Trichogramma zahiri
Trichogramma zahiri is een vliesvleugelig insect uit de familie Trichogrammatidae. De wetenschappelijke naam is voor het eerst geldig gepubliceerd in 2002 door Polaszek.